# Carl Friedrich Wilhelm Peters

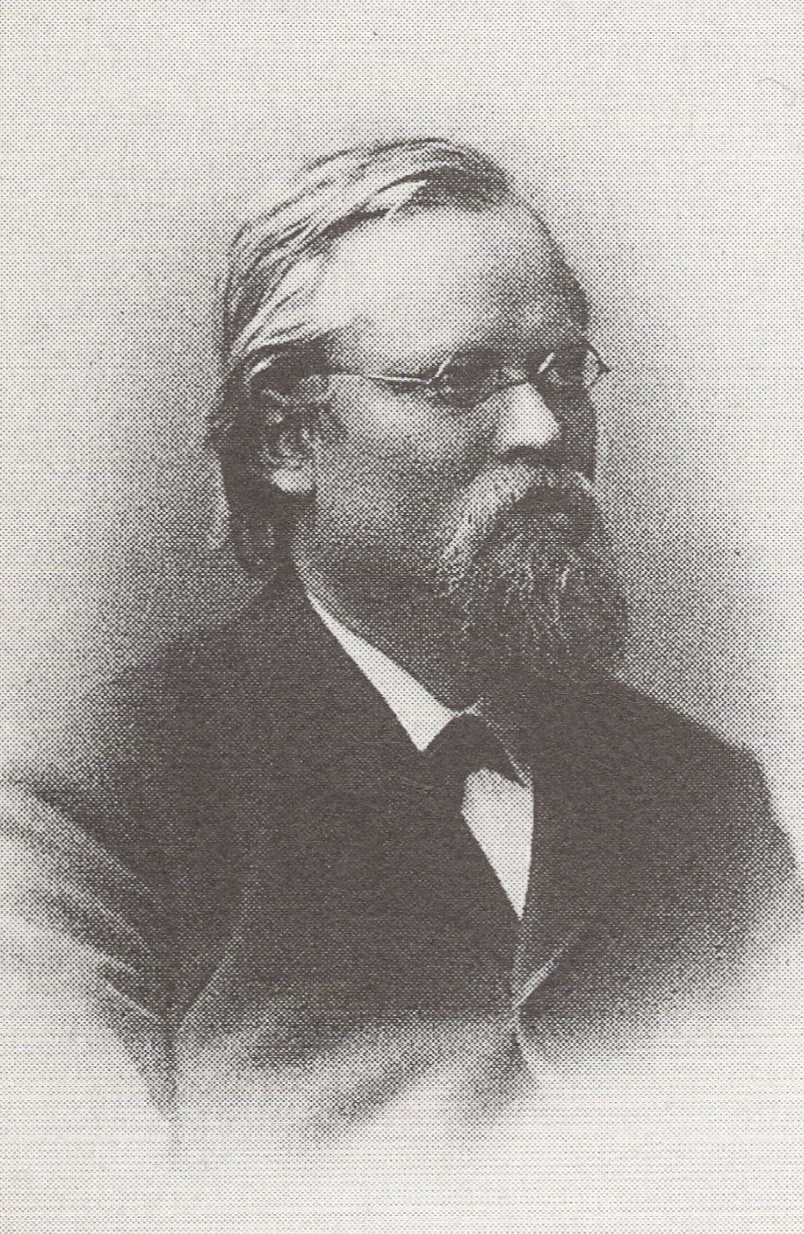
Carl Friedrich Wilhelm Peters (1885) - deutscher Astronom

Carl Friedrich Wilhelm Peters (* 16. April 1844 in Pulkowo; † 2. Dezember 1894 in Königsberg i. Pr.) war ein deutscher Astronom.

## Leben
Peters’ Vater war der Astronom Christian August Friedrich Peters, der zu jener Zeit in der russischen Sternwarte Pulkowa arbeitete. 1849 
übersiedelte er mit seiner Familie nach Königsberg i. Pr., 1849 nach Altona. C. F. W. Peters studierte Astronomie und Mathematik an den Universitäten Berlin, Kiel und München und promovierte in Göttingen mit einer
Bahnbestimmung des Kleinplaneten Nr. 87 Sylvia. 1867 wurde er Adjunkt an der Hamburger Sternwarte, 1868 Assistent an der Sternwarte Altona. Dort wurde er 1872 zum Observator ernannt und zog im folgenden Jahr infolge der Übersiedlung der Altonaer Sternwarte nach Kiel. 1876 habilitierte er sich als Privatdozent in Kiel, 1882 wurde er dort außerordentlicher Professor. 1883 übernahm er den Posten des Leiters des neu errichteten chronometrischen Observatoriums der Kaiserlichen Marine. Ostern 1888 wurde er als ordentlicher Professor und Direktor der Sternwarte nach Königsberg i. Pr. berufen, wo er 1894 verstarb.
Seine Arbeiten betreffen vor allem die Länge des Sekundenpendels an verschiedenen Orten und das Verhalten von Marinechronometern in Abhängigkeit von Temperatur und Feuchtigkeit sowie Untersuchungen zur Maßeinheit Toise.